# سولومون اندروز
سولومون اندروز (بالإنجليزية: Solomon Andrews)‏ هو مخترِع وطبيب وسياسي أمريكي، ولد في 15 فبراير 1806 في الولايات المتحدة، وتوفي بنفس المكان في 17 أكتوبر 1872. انتخب Mayor of Perth Amboy, New Jersey ‏.